# Hugo Colace
Hugo Roberto Colace (Buenos Aires, 6 de janeiro de 1984) é um técnico e ex-futebolista argentino. De 2020 a 2021 foi treinador do Bangor City, do País de Gales, tendo sido demitido após uma investigação interna do clube. A demissão veio após circular pela internet uma foto do treinador junto aos atletas com uma faixa em protesto ao atraso nos salários.

## Carreira
Colace começou a carreira no Argentinos Juniors, mesma equipe de base de Maradona e Carlitos Tevez. Passou também pelo Newell's Old Boys e Estudiantes.
Recomendado ao Flamengo, pelo ex-jogador Mancuso, volante argentino, que jogou no time carioca na década de 1990, o desconhecido Colace, ao menos, trazia em seu currículo participações pelas seleções argentinas sub-15, sub-17 e sub-20.
Contudo, no período em que esteve na Gávea, entre 2007 e 2008, Colace foi poucas vezes aproveitado no time. Deixando o Flamengo, em meados de 2008, foi para o Barnsley, da Inglaterra.  

## Seleção Argentina
Integrando as seleções de base da Argentina, Colace esteve presente no elenco campeão do Sul-Americano Sub-20 de 2003, no Mundial da categoria no mesmo ano e nos Jogos Pan-Americanos de 2003, em Santo Domingo, tendo sido importante ao conceder uma assistência na final para Maxi López fazer o gol da vitória sobre o Brasil.

## Títulos
Flamengo
- Campeonato Carioca: 2008[7]

#### Seleção Argentina
- Campeonato Sul-Americano Sub-20: 2003
- Jogos Pan-Americanos: 2003